# Крей (кантон)
Крей (фр. Creil) — кантон во Франции, находится в регионе О-де-Франс, департамент Уаза. Входит в состав округа Санлис.

## История
Кантон образован в результате реформы 2015 года .

## Состав кантона с 22 марта 2015 года
В состав кантона входят коммуны (население по данным Национального института статистики за 2018 г.):
- Вернёй-ан-Алатт (4 677 чел.)
- Крей (35 800 чел.)

## Политика
На президентских выборах 2022 г. жители кантона отдали в 1-м туре Жану-Люку Меланшону 47,2 % голосов против 18,5 % у Марин Ле Пен и 17,9 % у Эмманюэля Макрона; во 2-м туре в кантоне победил Макрон, получивший 63,4 % голосов. (2017 год. 1 тур: Жан-Люк Меланшон – 29,5 %, Марин Ле Пен – 21,7 %, Эмманюэль Макрон – 21,2 %,  Франсуа Фийон – 10,3 %; 2 тур: Макрон – 68,3 %. 2012 год. 1 тур: Франсуа Олланд – 41,6 %, Марин Ле Пен – 18,7 %, Николя Саркози – 17,3 %; 2 тур: Олланд – 64,5 %).
С 2020 года кантон в Совете департамента Уаза представляют член совета города Крей Аднан Акабли (Adnane Akabli) и директор школы, бывший член совета города Вернёй-ан-Алатт Доминик Лавалет (Dominique Lavalette) (оба – Социалистическая партия).
|                | Кандидаты                      | Партия                   | Первый тур | Первый тур     | Второй тур | Второй тур |
| Кол-во голосов | Кандидаты                      | Партия                   | % голосов  | Кол-во голосов | % голосов  |            |
| -------------- | ------------------------------ | ------------------------ | ---------- | -------------- | ---------- | ---------- |
|                | Аднан Акабли Доминик Лавалет   | Социалистическая партия  | 1 555      | 36,24          | 2 472      | 53,01      |
|                | Сильви Дюшатель Филипп Кельнер | Правый блок              | 1 364      | 31,79          | 2 191      | 46,99      |
|                | Эрик Лот Ирина Самойлова       | Национальное объединение | 756        | 17,62          |            |            |
|                | Анн-Лор Комбе Омар Якуб        | Разные левые             | 616        | 14,36          |            |            |

|                | Кандидаты                        | Партия             | Первый тур | Первый тур     | Второй тур | Второй тур |
| Кол-во голосов | Кандидаты                        | Партия             | % голосов  | Кол-во голосов | % голосов  |            |
| -------------- | -------------------------------- | ------------------ | ---------- | -------------- | ---------- | ---------- |
|                | Жан-Клод Вильмен Доминик Лавалет | Левый блок         | 2 162      | 27,23          | 4 526      | 59,06      |
|                | Натали Кальканьо Ги Монойё       | Национальный фронт | 2 146      | 27,03          | 3 138      | 40,94      |
|                | Сильви Дюшатель Мишель Сертен    | Правый блок        | 1 590      | 20,03          |            |            |
|                | Хишам Бульаман Изабель Мопен     | Разные левые       | 1 574      | 19,83          |            |            |
|                | Лидия Бонжиорно Тьерри Брошо     | Разные левые       | 467        | 5,88           |            |            |